# 漢威電子
河南漢威電子股份有限公司，簡稱河南漢威電子股份、河南漢威電子，以及漢威電子（英語：Henan Hanwei Electronics Company Limited，深交所：300007），於1998年由任红军（董事長）於郑州国家高新技术产业开发区雪松路169号（總部）創立，當時名為「河南漢威電子有限公司」。
現時業在國內和全球經營設計、生產及銷售气体传感器与气体检测仪表，招股價為27元人民幣，發行新股為1500萬股，而集資額為4.05億元人民幣，而股份則在2009年10月30日於深交所創業板上市。

## 連結
- HWSensor.com （页面存档备份，存于）